# Maybach HL234
A Maybach HL234 egy vízhűtéses, 23 literes V12-es benzinmotor, amelyet a Maybach vállalat fejlesztett a HL230 alapjain. A HL230-at kimondottan a nehézpáncélosok számára fejlesztették, például a Tiger I számára, amely koncepció fázisban 45 tonna volt (VK4501), ám a szovjet páncélosok okozta meglepetés miatt a német nehézpáncélosnak vastagabb páncélzat kellett, így a szériapéldány 57 tonna lett, de ez az eredeti 700 LE-s motor mellett már alulmotorizált lett. Emiatt igény mutatkozott egy erősebb motorra. A fejlesztés elhúzódása miatt a 69 tonnás Tiger II-be és a 72 tonnás Jagdtiger-be is a HL230-ast építették, ám az igény tovább nőtt.

## Leírás
A páncélosok tömegnövekedése miatt a Maybach még nagyobb teljesítményű, négyütemű, vízhűtéses benzinmotorokat fejlesztett. Az egyik ilyen kísérleti fejlesztés, ami sosem érte el a sorozatgyártást, a HL230 továbbfejlesztése, a HL234 volt.
A cél az volt, h egy üzemanyag befecskendezéses feltöltéses motort fejlesszenek ki, de csak a befecskendező rendszer (BOSCH) volt működőképes a világháború végére. A motor lökettérfogata hozzávetőleg 23,4 liter volt, é a feltöltés nélküli változat teljesítménye elérte a 850 LE-t 2500-as fordulaton, és 900 LE-t 3000-en, még a nyomatéka a 2500 Nm-t 1750-es fordulaton. Csak néhány mintapéldány épült. A befecskendezős és feltöltött változatból csak egy készült el, ami a remények szerint 1200 lóerő körül teljesített volna.
A fő turbófeltöltőt egy saját 70 LE-s 1 literes soros 2 hengeres szintén feltöltős motor hajtotta volna a HL234-es hengersorai közé építve, ahol a szívómotor karburátorai voltak, de a tervek ezen része sohasem készült el. 1943 áprilisára megerősítették a fő tengely csapágyazását, és szelepek nyomórúdjait, és a közvetlen befecskendezés működött, de a feltöltőrendszer még nem volt teljesen kész. A HL230-hoz képest további fejlesztést jelentettek a vízhűtéses gyertyák, a fejlesztett szívócsonk a jobb légáramlásért, és a jobb légkiömlő. A szelepek visszatérítésére csavar rugók helyett erősebb tányérrugókat használtak, ami csökkentette a zárási időt. A gumitömítések és a réz hengerfejtömítés problémát megoldották, egy Rolls-Royce Merlin motorban is használt megoldással.
Az első HL234 prototípust 1945 elején tervezték leszállítani a kummersdorfi tesztpályára, 1945 januárjában javasolták a Tigris II-es motorjának, de addig még nem tesztelték tankba építve. A Panther II motorjának is felajánlották annak késői prototípus fázisában. Mint ahogy a soha el nem készülő E.50/E.75 motorizálására is szándékozták használni, de az E-széria is csak a különálló alkatrészek fejlesztéséig jutott.
A Maybah egy kisebb V12-es motort is fejlesztett azonos technikai bázison. Ez 600 kg tömegű lett volna, és képes lett volna 500 vagy feltöltve 700 lóerő csúcsteljesítmény leadására, 3800-as percenkénti fordulat mellett , de mint annyi más német második világháborús tervezet, ez sem valósult meg.

## Fordítás
- Ez a szócikk részben vagy egészben  a   List of WWII Maybach engines című angol Wikipédia-szócikk ezen változatának fordításán alapul.  Az eredeti cikk szerkesztőit annak laptörténete sorolja fel. Ez a jelzés csupán a megfogalmazás eredetét és a szerzői jogokat jelzi, nem szolgál a cikkben szereplő információk forrásmegjelöléseként.